# Албанија на Европском првенству у атлетици на отвореном 2016.
Албанија је учествовала на Европском првенству у атлетици на отвореном 2016. одржаном у Цириху од 12. до 17. августа једанаести пут. Репрезентацију Албаније представљала су два спортиста (1 мушкарац и 1 жена) који су се такмичили у 2 дисциплине (1 мушка и 1 женска).
На овом првенству представници Албаније су освојили једну медаљу и то сребрну. У укупном пласману Албанија је делила 24. место са Израелом и Летонијом. У табели успешности према броју и пласману такмичара који су учествовали у финалним такмичењима (првих 8 такмичара) Албанија је са 1 учесником у финалу делила 32. место са освојених 7 бодова.
| Плас. | Земља    | 1. место | 2. место | 3. место | 4. место | 5. место | 6. место | 7. место | 8. место | Бр. финал. | Бод. |
| ----- | -------- | -------- | -------- | -------- | -------- | -------- | -------- | -------- | -------- | ---------- | ---- |
| =32.  | Албанија | 0        | 1        | 0        | 0        | 0        | 0        | 0        | 0        | 1          | 7    |

## Освајачи медаља

### Сребро
- Љуиза Гега — 3.000 м препреке

## Учесници
| Мушкарци: - Измир Смајљај — Скок удаљ | Жене: - Љуиза Гега — 3.000 м препреке |  |

## Резултати

### Мушкарци
| Атлетичар     | Дисциплина | Лични рекорд | Квалификације | Квалификације | Финале   | Финале      | Детаљи |
| Атлетичар     | Дисциплина | Лични рекорд | Резултат      | Место         | Резултат | Место       | Детаљи |
| ------------- | ---------- | ------------ | ------------- | ------------- | -------- | ----------- | ------ |
| Измир Смајљај | Скок удаљ  | 8,03 НР      | 7,92 кв       | 10. у гр. А   | 7,75     | 9 / 24 (25) |        |

### Жене
| Атлетичарка | Дисциплина       | Лични рекорд | Квалификације | Квалификације | Финале     | Финале | Детаљи |
| Атлетичарка | Дисциплина       | Лични рекорд | Резултат      | Место         | Резултат   | Место  | Детаљи |
| ----------- | ---------------- | ------------ | ------------- | ------------- | ---------- | ------ | ------ |
| Љуиза Гега  | 3.000 м препреке | 9:32,95 НР   | 9:38,87       | 1. у гр. 2    | 9:28,52 НР |        |        |